# Сан Ђорђо деле Пертике
Сан Ђорђо деле Пертике (итал. San Giorgio delle Pertiche) је насеље у Италији у округу Падова, региону Венето.
Према процени из 2011. у насељу је живело 7009 становника. Насеље се налази на надморској висини од 23 м.

## Становништво
Према резултатима пописа становништва 2011. у општини је живело 9.979 становника.
| 1931. | 1936. | 1951. | 1961. | 1971. | 1981. | 1991. | 2001. | 2011. |
| ----- | ----- | ----- | ----- | ----- | ----- | ----- | ----- | ----- |
| 5.564 | 5.595 | 5.864 | 5.643 | 6.608 | 6.880 | 7.115 | 7.846 | 9.979 |